# Espérance-Longdoz

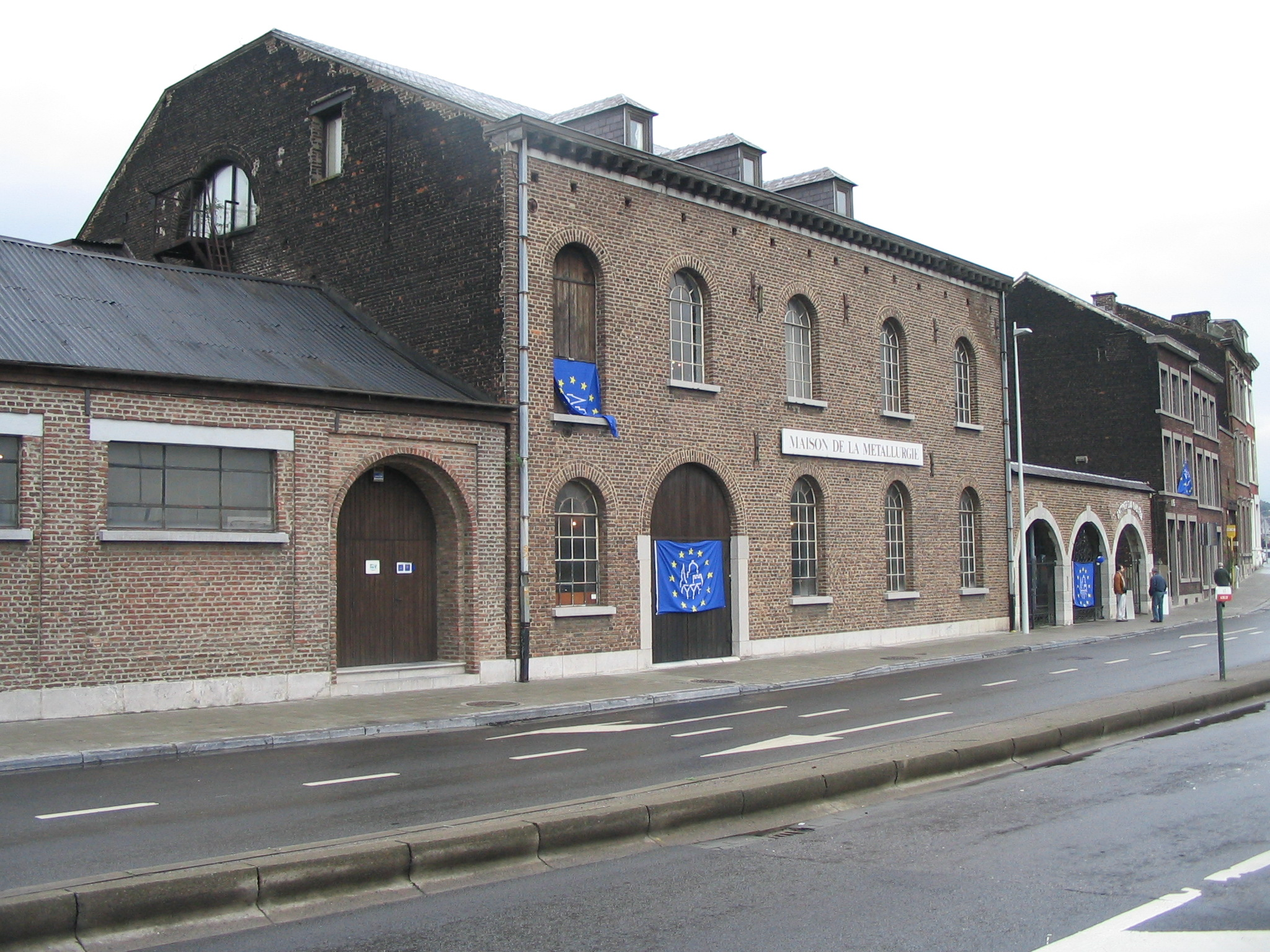
Oude fabriek te Longdoz waarin zich het Huis van de metallurgie en industrie van Luik bevindt

Espérance-Longdoz was een bedrijf dat zich bezighield met steenkoolwinning en staalproductie in de omgeving van Luik.

## Geschiedenis
Het bedrijf werd in 1845-1846 opgericht te Longdoz door de gebroeders Dothée en bestond uit een blikfabriek. Deze fabriek werd in 1862-1863 samengevoegd met de Société Anonyme des Hauts Fourneaux, Usines et Charbonnages de l'Espérance, om aldus de Société des Charbonnages, Hauts Fourneaux et Laminoirs de l'Espérance te vormen. In 1877 werd de steenkoolwinning afgestoten en ontstond de Société métallurgique d'Espérance-Longdoz.
In 1881 werd het proces van warme galvanisering ingevoerd door Paul Bourgnet, die in 1911 de Phenix Works te Flémalle oprichtte. In 1920 werd het bedrijf overgenomen door Evence Coppée & Cie. De firma groeide uit tot de grootste Belgische blikproducent, met in 1948 een topproduktie van 142 kton. De fabriek lag echter ingesloten door woonwijken en kon niet uitbreiden. Vanaf 1957 werd de warmbandwalserij stilgelegd en slechts het nabewerken van het blik en de distributie vond er nog plaats.
In 1960 werd, samen met het bedrijf Allegheny Ludlum een fabriek voor roestvast staal te Genk opgericht, onder de naam Allegheny-Longdoz. In 1963 werd een fabriek gebouwd te Chertal, waar 1600 kton staal per jaar werd geproduceerd volgens het Linz-Donawitzproces.
In 1970 werd het bedrijf door Evence Coppée verkocht aan Cockerill-Ougrée-Providence, dit werd in 1981 Cockerill-Sambre. In 1998 kwam het aan Usinor, in 2002 aan Arcelor en in 2006 aan ArcelorMittal.

### Longdoz
Het terrein van de staalfabriek te Longdoz werd omgevormd tot een zaken- en ontspanningscentrum onder de naam Mediacité, dat in 2009 opende. In de oude fabriek werd het Huis van de metallurgie en industrie van Luik gehuisvest.

### Chertal
De fabrieken te Chertal zijn niet meer in productie. De staalfabriek had drie converters, installaties voor de ontzwaveling van het ijzer,  en een continugietinstallatie met een capaciteit van 3500 kiloton/jaar. Het belangrijkste product bestaat uit rollen gewalst staal. In 2011 sloot ArcelorMittal de staalproduktie, waaronder de hoogovens te Seraing en een deel van de fabriek te Chertal.
Vanaf 2012 was slechts de warmbandwalserij nog in bedrijf. De walserij werd voor onbepaalde tijd in de mottenballen gelegd. de fabriek is inmiddels stilgelegd en wordt ontmanteld.